# يوهان (اسم)
يوهان (بالإنجليزية: Johan)‏ هو اسم علم شخصي مذكر من أصل عبري يشير إلى القديس يوحنا وألذي معنى اسمه الله حنون، يعتبر من أكثر الأسماء المنشترة في أوروبا مثل ألمانيا وهولندا والدنمارك والسويد والنرويج.

## الشخصيات
- يوهان كرويف لاعب كرة قدم هولندي
- يوهان فولفغانغ فون غوته شاعر وروائي وفيلسوف ألماني
- يوهان سباستيان باخ موسيقار ألماني
- يوهان غوتنبرغ مخترع ألماني
- يوهان غالتونغ عالم اجتماع ورياضياتي نرويجي
- يوهان بيتر غوستاف لوجون دركليه رياضياتي ألماني
- يوهان لودفيك بركهارت رحالة ومستكشف ومؤرخ سويسري
- يوهان موسيو متسابق دراجات هوائية بلجيكي
- يوهان نيسكينز لاعب كرة قدم هولندي
- يوهان ميكو لاعب كرة قدم فرنسي
- يوهان الثالث ملك سويدي
- يوهان ليبيرت شخصية في انمي مونستر
- يوهان بن علوان لاعب كرة قدم تونسي